# CIRBP
CIRBP (англ. Cold inducible RNA binding protein) – білок, який кодується однойменним геном, розташованим у людей на короткому плечі 19-ї хромосоми. Довжина поліпептидного ланцюга білка становить 172 амінокислот, а молекулярна маса — 18 648.
| 10         |  | 20         |  | 30         |  | 40         |  | 50         |
| ---------- |  | ---------- |  | ---------- |  | ---------- |  | ---------- |
| MASDEGKLFV |  | GGLSFDTNEQ |  | SLEQVFSKYG |  | QISEVVVVKD |  | RETQRSRGFG |
| FVTFENIDDA |  | KDAMMAMNGK |  | SVDGRQIRVD |  | QAGKSSDNRS |  | RGYRGGSAGG |
| RGFFRGGRGR |  | GRGFSRGGGD |  | RGYGGNRFES |  | RSGGYGGSRD |  | YYSSRSQSGG |
| YSDRSSGGSY |  | RDSYDSYATH |  | NE         |  |            |  |            |

A: Аланін

D: Аспарагінова кислота

E: Глутамінова кислота

F: Фенілаланін

G: Гліцин

H: Гістидин

I: Ізолейцин

K: Лізин

L: Лейцин

M: Метіонін

N: Аспарагін

Q: Глутамін

R: Аргінін

S: Серин

T: Треонін

V: Валін

Кодований геном білок за функціями належить до репресорів, активаторів, фосфопротеїнів. 
Задіяний у таких біологічних процесах, як відповідь на стрес, альтернативний сплайсинг. 
Білок має сайт для зв'язування з РНК. 
Локалізований у цитоплазмі, ядрі.